# 蕨叶花楸
蕨叶花楸（学名：Sorbus pteridophylla）是蔷薇科花楸属的植物。分布于中国大陆的西藏、云南等地，生长于海拔2,800米至3,800米的地区，多生于干燥山坡或山谷杂木林中。

## 异名
- Sorbus pteridophylla Hand.-Mazz. var. tephroclada Hand.-Mazz.